# Łupek mułowy
Łupek mułowy, łupek mulasty, łupek mułowcowy – skała osadowa, powstała wskutek diagenezy i sprasowania mułu pod naciskiem nadległych warstw skalnych lub ciśnienia górotwórczego. Posiada oddzielność łupkową. Skała często z zachowanymi pierwotnymi strukturami sedymentacyjnymi. W swoim składzie zawiera głównie ziarna frakcji pelitowej i aleurytowej, czasem także piaszczystej i minerały ilaste.